# Doug Aldrich
Doug Aldrich, född 19 februari 1964 i Raleigh, North Carolina, är en amerikansk gitarrist.
Aldrich spelade mellan 2003 och 2015 i hårdrockbandet Whitesnake och finns sedan 2016 i USA/AUS bandet Dead Daisies. Han har tidigare spelat med bland annat Dio, Lion, Hurricane, House of Lords, Burning Rain och Bad Moon Rising och har även gett ut flera album som soloartist. Han slog igenom som gitarrist tidigt på 1980-talet.

## Diskografi

### Solo
- 1994 – Highcentered
- 1997 – Electrovision
- 2001 – Alter Ego

### Lion
- 1986 – Power Love
- 1987 – The Transformers The Movie: Original Motion Picture Soundtrack
- 1987 – Dangerous Attraction
- 1989 – Trouble In Angel City

### Bad Moon Rising
- 1991 – Full Moon Fever
- 1991 – Bad Moon Rising
- 1993 – Blood
- 1993 – Blood on the Streets
- 1995 – Opium for the Masses
- 1995 – "Moonchild" (Single)
- 1995 – Junkyard Haze
- 1999 – Flames on the Moon
- 2005 – Full Moon Collection

### Burning Rain
- 1999 – Burning Rain
- 2000 – Pleasure to Burn

### Dio
- 2002 – Killing the Dragon
- 2005 – Evil or Divine - Live in New York City
- 2006 – Holy Diver - Live
- 2006 – Push - Live

### Whitesnake
- 2006 – Live... In the Still of the Night
- 2006 – Live: In the Shadow of the Blues
- 2008 – Good To Be Bad
- 2011 – Forevermore

### Övrigt
- 1989 – Minoru Niihara – Minoru Niihara
- 1989 – Cutting Air Act 1 – Air Pavilion
- 1990 – Slave to the Thrill – Hurricane
- 1990 – Sahara – House of Lords
- 1997 (Japan) & 1999 (Europa) – Windows – Mike Vescera Project
- 1998 (Japan) & 2000 (Europa) – Ignition – Mark Boals
- 1999 – A Tribute To Early Van Halen – The Atomic Punks (Ralph Saenz)
- 1999 – Here Before – Stone
- 2000 – Mikazuki in Rock – div. artister
- 2001 – Art of Mackin' – Ghetto Dynasty
- 2001–2002 – Superhero & More... – Brian McKnight
- 2002 – (1989–2002) From There To Here – Brian McKnight
- 2003 – Wake The Nations – Ken Tamplin and Friends
- 2003 – Guitar Zeus 1 – Carmine Appice's Guitar Zeus
- 2003 – Sho（照）Twist Songs – Sera Masanori
- 2005 – The Real Thing – Christian Tolle
- 2007 – Live for Tomorrow – Marco Mendoza
- 2007 – Jacaranda – Masanori Sera
- 2009 – Play My Game – Tim Ripper Owens
- 2009 – Spirit Of Christmas – Northern Light Orchestra
- 2009 – Conquering Heroes – Carmine Appice's Guitar Zeus
- 2009 – Pulling The Trigger – Cooper Inc.
- 2010 – Celebrate Christmas – Northern Light Orchestra
- 2011 – Oceana – Derek Sherinian
- 2013 – Artpop – Lady Gaga (gitarr på "Manicure")
- 2013 – Living Like a Runaway – Lita Ford
- 2013 – Lions & Lambs – Alex De Rosso
- 2014 – I'm Not Your Suicide – Michael Sweet
- 2014 – On the Road – Wild Souls
- 2014 – Eye of the Nine – Eye of the Nine
- 2014 – Knights of Badassdom – Brendan McCreary
- 2014 – Songs from the Vault, Volume 2 – Raiding the Rock Vault
- 2014 – Yurica / Hanatan – The Flower of Dim World
- 2015 – Hard To Bleed – Phill Rocker
- 2015 – Rise of the Animal – Wolfpakk
- 2016 – Now and Then – Christian Tolle Project
- 2017 – Just A Lie – David Scott Cooper
- 2017 – Howling Wolves – Sera Masanori
- 2017 – Jake J and the Killjoys – Jake J and the Killjoys
- 2017 – Star Of The East – Northern Light Orchestra
- 2018 – All For Metal – Doro Pesch
- 2018 – Forever Warriors, Forever United – Doro Pesch
- 2018 – Dónde Terminaré – La Beriso 20 Años
- 2018 – Point Blank – Christian Tolle Project
- 2019 – You're The Voice – The Planet Rock All Stars
- 2019 – IRONBUNNY – Tettsui no Alternative

### Tribute album
- Crossfire - A Salute To Stevie Ray Vaughan (1996)
- Forever Mod: A Tribute to Rod Stewart (1998)
- Little Guitars: A Tribute to Van Halen (2000)
- Bat Head Soup: A Tribute to Ozzy (2000)
- Metallic Assault: A Tribute to Metallica (2000)
- Tie Your MIX Down: A Tribute To Queen (2000)
- Stone Cold Queen: A Tribute To Queen (2001)
- One Way Street - Let The Tribute Do The Talkin': A Tribute To Aerosmith (2002)
- Spin The Bottle: An All-Star Tribute To KISS (2004)
- Metallic Attack: Metallica - The Ultimate Tribute' (2004)
- We Salute You: A Tribute To AC/DC (2004)
- Numbers From The Beast: An All Star Salute to Iron Maiden (2004)
- An 80's Metal Tribute To Van Halen (2006)
- Butchering the Beatles: A Headbashing Tribute To The Beatles (2006)
- Flying High Again: Tribute To Ozzy Osbourne (2006)
- Frankie Banali & Friends: Led Zeppelin Tribute - 24/7/365 (2007)
- The Omnibus Album: This Is Guitar Gods (2007)
- Northern Light Orchestra: The Spirit of Christmas (2008)

### Videor
- 1997 – The Electro-Lesson / Guitar Instructional Video
- 2005 – Dio - Evil Or Divine: Live In New York City
- 2006 – Dio - Holy Diver Live
- 2006 – Whitesnake - Live... In the Still of the Night